# Collegio di Hampstead and Highgate
Hampstead and Highgate è un collegio elettorale inglese situato nella Grande Londra, e rappresentato alla Camera dei Comuni del Parlamento del Regno Unito. Elegge un membro del Parlamento con il sistema first-past-the-post, ossia maggioritario a turno unico. Dopo essere già stato in vigore dal 1983 al 2010, è stato ri-creato con la revisione dei collegi elettorali del 2024; l'attuale parlamentare è Tulip Siddiq del Partito Laburista, che rappresenta il collegio dal 2024.

## Estensione
- 1983-1997: i ward del borgo londinese di Camden di Adelaide, Belsize, Fitzjohns, Fortune Green, Frognal, Hampstead Town, Highgate, Kilburn, Priory, South End, Swiss Cottage, e West End;
- 1997-2010: i ward del borgo londinese di Camden di Adelaide, Belsize, Fitzjohns, Fortune Green, Frognal, Gospel Oak, Hampstead Town, Highgate, Kilburn, Priory, South End, Swiss Cottage e West End;
- dal 2024: i ward del borgo londinese di Camden di Belsize; Fortune Green; Frognal; Gospel Oak; Hampstead Town; Highgate; Kilburn; Primrose Hill (distretti elettorali TA e TC); South Hampstead e West Hampstead e il ward del borgo di Haringey di Highgate.[1]

## Membri del Parlamento
| Elezione | Elezione | Deputato          | Partito           |
| -------- | -------- | ----------------- | ----------------- |
|          | 1983     | Geoffrey Finsberg | Conservatore      |
|          | 1992     | Glenda Jackson    | Laburista         |
|          | 2010     | Collegio abolito  | Collegio abolito  |
|          | 2024     | Collegio ricreato | Collegio ricreato |
|          | 2024     | Tulip Siddiq      | Laburista         |

## Elezioni

### Elezioni negli anni 2020
| Partito                    | Partito                                      | Candidato                  | Risultati 4 luglio 2024 | Risultati 4 luglio 2024 |
| Partito                    | Partito                                      | Candidato                  | Voti                    | %                       |
| -------------------------- | -------------------------------------------- | -------------------------- | ----------------------- | ----------------------- |
|                            | Laburista                                    | Tulip Siddiq               | 23 432                  | 48,36                   |
|                            | Conservatore                                 | Don Williams               | 8 462                   | 17,47                   |
|                            | Verdi                                        | Lorna Russell              | 6 630                   | 13,68                   |
|                            | Lib Dem                                      | Scott Emery                | 6 181                   | 12,76                   |
|                            | Reform UK                                    | Catherine Becker           | 2 940                   | 6,07                    |
|                            | Rejoin EU                                    | Christie Elan-Cane         | 432                     | 0,89                    |
|                            | Indipendente                                 | Jonathan Livingstone       | 373                     | 0,77                    |
|                            |                                              |                            |                         |                         |
| Iscritti                   | Iscritti                                     | Iscritti                   | 80 029                  | 100,00                  |
| ↳ Votanti (% su iscritti)  | ↳ Votanti (% su iscritti)                    | ↳ Votanti (% su iscritti)  | 48 550                  | 60,67                   |
| ↳ Astenuti (% su iscritti) | ↳ Astenuti (% su iscritti)                   | ↳ Astenuti (% su iscritti) | 31 479                  | 39,33                   |
|                            |                                              |                            |                         |                         |
|                            | Esito: collegio a Laburista (nuovo collegio) |                            |                         |                         |